# Media Transfer Protocol
O Media Transfer Protocol (MTP) é uma extensão do protocolo de comunicação Picture Transfer Protocol (PTP), que permite transferir arquivos de mídia de forma automática de dispositivos portáteis. Enquanto o PTP foi feito para transferir imagens de câmeras digitais, o MTP permite a transferência de arquivos de áudio de players de áudio como MP3, além de outros formatos de outros dispositivos. Em 2011, se tornou o protocolo padrão para transferência de arquivos de smartphones Android. Foi desenvolvido pela Microsoft.